# 静賢
静賢（じょうけん、天治元年（1124年） - 没年未詳）は、平安時代末期の僧。天台宗山門派。静賢法印。初名は静憲。父は信西（藤原通憲）、母は高階重仲の娘。後白河法皇の近臣。

## 略歴
父の信西が政治的に台頭した保元年間に急速に名をあらわし、保元2年（1157年）に法橋に叙され、法勝寺執行・最勝寺上座などの御願寺の要職を歴任する。
その後、父は平治の乱で討たれるが、争乱を招いた一方の当事者としてその遺族が処罰されることになり、静憲もその一人として安房国（一説には丹波国）へと配流される。この際に父の俗名の片諱である「憲」の字を避け、静賢と改名する。ほどなくして赦免され京に戻り、後白河法皇の側近となる。承安元年（1171年）、後白河院の命により『後三年合戦絵詞』を作成する。
安元3年（1177年）の鹿ケ谷の陰謀で謀議が行われた山荘は、『平家物語』では俊寛のものとされるが、『愚管抄』では静賢のものとされる。この事件では院近臣の多くが処罰されたが、静賢は関与責任を問われることはなかった。その後、治承3年（1179年）4月に平清盛の命令によって法勝寺執行を解任されている（『山槐記』）が、鹿ケ谷の陰謀との関連は不詳。同年11月の治承三年の政変では、クーデターを起こした平清盛の元へ、使者として後白河院が今後政務に介入しない旨を伝えに赴いている。院が鳥羽殿に幽閉されると、兄弟の成範・脩範らとともに、その身辺への出入りを許された数少ない側近の一人となった。
治承・寿永の乱においては、後白河院と武士との連絡役となり、平宗盛や源義仲との交渉、一ノ谷の戦いなどに派遣されている。建仁元年（1201年）8月における和歌所初度影供歌合までその名を見ることができるが、没年は不明である。

## 系譜
- 父：藤原通憲（信西）
- 母：高階重仲の娘
- 妻：不詳
  - 男子：源耀 (? - ?)
  - 男子：顕耀

## 関連作品
小説
- 永井路子『絵巻』（1966年）

テレビドラマ
- 『草燃える』（1979年、NHK大河ドラマ、演：可知靖之）
- 『炎立つ』（1993年-1994年、NHK大河ドラマ、演：山崎一）